# Гуванчмухамед Овеков
Гуванчмухаме́д Ове́ков (туркм. Guwançmuhammet Öwekow, нар. 2 лютого 1981, Ашгабат, СРСР) — туркменський футболіст та футбольний тренер. Найбільш відомий завдяки виступам у складі футбольного клубу «Харків», київського «Арсенала», полтавської «Ворскли» та збірної Туркменістану з футболу. Майстер спорту Туркменістану.

## Життєпис
Гуванчмухамед Овеков народився в Ашгабаті. Виступав за туркменські «СММ+» та «Нісу», у складі якої став чемпіоном Туркменістану. На Кубку Співдружності в Москві привернув увагу тренерського штабу київського ЦСКА та переїхав до України. Протягом трьох сезонів захищав кольори київських «Арсеналу» та ЦСКА, бориспільського «Борисфена» та полтавської «Ворскли».
У 2005 році перейшов до узбецького «Навбахора», однак незабаром повернувся до України та пристав на пропозицію луганської «Зорі», що боролася за підвищення у класі. Разом з луганчанами здобув «золото» та путівку до вищої ліги, однак вже наступного сезону перейшов до лав «Харкова».

## Досягнення
Гравець
- Володар Суперкубка Туркменістану (2): 2011, 2012
- Чемпіон Туркменістану (3): 2001, 2011, 2012
- Бронзовий призер чемпіонату Туркменістану (2): 2000, 2013
- Переможець першої ліги чемпіонату України (1): 2005/06
- Срібний призер першої ліги чемпіонату України (1): 2002/03

Тренер
- Володар Кубка Туркменістану (1): 2014